# Forte Belvedere (Genova)
Forte Belvedere (215 s.l.m.) è un'opera fortificata, della quale oggi rimangono ancora diverse testimonianze, che faceva parte delle fortificazioni difensive distaccate di Genova, situata sulla collina omonima, sulle alture di Sampierdarena.

## Storia
La posizione di Belvedere, già munita nel XIV secolo durante le lotte fra guelfi e ghibellini, ebbe importanza difensiva nell'aprile 1507 al calare dell'esercito di Luigi XII di Francia che pose la val Polcevera a ferro e fuoco.
Importanza strategica, questo sito, la dimostrò anche nell'assedio del 1747, dove la sistemazione di due ridotte con pezzi d'artiglieria, e un trinceramento di collegamento con il convento dei padri agostiniani (che successivamente diventerà il sito del forte Crocetta), bastarono a resistere all'urto dell'attacco austriaco. Attacco che l'ingegner Jacques de Sicre contrastò con uno sbarramento d'artiglieria fuoco contro fuoco con quello della batteria di Coronata, piazzata sul versante opposto della val Polcevera, tenuta dagli austro-piemontesi.
Per tutto il Settecento non si ritenne necessario rinforzare le difese di Belvedere, preferendo affidare la maggior parte del ruolo difensivo al forte Tenaglia, più elevato e integrato con la cinta muraria. Ma la posizione fortificata del Belvedere dimostrò la sua utilità il 22 aprile 1800, quando due battaglioni francesi mossero per attaccare la colonna austriaca del Reggimento "Nadascki", le cui avanguardie si erano spinte fino a raggiungere il ponte levatoio della Lanterna.
Sul posto esisteva una casa, già presente nella seconda metà del XVIII secolo ed appartenente al vecchio proprietario del terreno, la quale fu utilizzata e trasformata dai Piemontesi nella torre o casa-forte che sovrastava l'opera. La costruzione di questa torre è stata erroneamente attribuita ai Francesi.
Nel 1815 dopo la caduta dell'impero napoleonico e l'annessione della Liguria al Regno Sabaudo, iniziarono i lavori per la sua realizzazione. I lavori terminarono, secondo le indicazioni di una spia francese, intorno al 1825. In realtà, a quella data erano ancora in corso i lavori di riattamento della casa-forte, alla quale mancavano buona parte delle volte dei locali, la copertura della terrazza superiore ed alcune tramezze dei vani. L'opera è stata completata intorno al 1827. l complesso era a pianta pentagonale, attorniato da un fossato con un baluardo proteso verso il quartiere di Certosa e con un altro rivolto verso Sampierdarena.
Nel 1857 si progettò di realizzare una nuova fortificazione, predominante sul vecchio forte, che avrebbe dovuto diventare quindi un'opera secondaria dipendente dal nuovo "Forte che si dovrà erigere sul piano superiore del colle [...] quantunque vivamente richiamata dalle esigenze della difesa della piazza". La costruzione delle nuove strutture militari avrebbe comportato la demolizione di numerose case e del santuario di Nostra Signora di Belvedere, scontrandosi con la decisa opposizione della popolazione, per cui  il progetto fu abbandonato.
Nella seconda metà dell'Ottocento, il forte perse valore strategico, in concomitanza con la perdita di rilevanza delle stesse "Mura Nuove": l'ipotetico nemico ora era la Francia, molto temibile via mare, e le moderne artiglierie avevano reso obsoleti i sistemi difensivi cittadini. Ora gli obiettivi da difendere erano le coste e di conseguenza la maggior parte degli sforzi fu diretto al miglioramento delle batterie costiere e dei forti capaci di un tiro potente e preciso verso mare.
Il forte Belvedere, come molti altri forti genovesi, divenne un'opera inutile, per di più facile bersaglio per le artiglierie a causa del suo profilo emergente dalle mura.

### Storia recente
Nel 1889 il forte fu pesantemente modificato, demolendo la torre, e realizzando un piazzale e dieci casematte interrate; anche il nome cambiò in "Forte e Batteria Inferiore di Belvedere", l'unico resto del forte originario era il baluardo "Lunetta".
Ora il forte era adibito alla difesa del porto e armato con due cannoni da 16 GR (Ret), quattro obici da 15 GRC Ret, e due mitragliatrici, poi nel nuovo piazzale sei obici da 28 GRC Ret. Contestualmente, davanti al santuario, fu realizzata una piccola fortificazione denominata "Batteria Belvedere Superiore", armata con 4 obici da 24 GRC Ret.
Nel 1914, in seguito alla dichiarazione di Genova "città aperta", le strutture militari furono dismesse e i pezzi d'artiglieria inviati al fronte. Durante il ventennio fascista i locali della Batteria Belvedere Superiore furono utilizzati come "camere di punizione", come testimoniano le scritte e i disegni dei prigionieri. Durante la seconda guerra mondiale il forte fu armato nuovamente con quattro cannoni contraerei 76/45 Mod. 1911, poi nel 1943 il complesso fu occupato dai tedeschi che lo tennero fino alla conclusione del conflitto.
Negli anni settanta, davanti alle riservette fu realizzato il campo sportivo "Mauro Morgavi", e oggi della fortificazione ottocentesca rimane poco: i locali delle riservette, alcuni camminamenti, i segni dei binari per il trasporto dei proietti, alcune feritoie e il terrapieno della "Lunetta" e la "Freccia" sono ormai le uniche e pericolanti testimonianze del forte.

## Struttura
Nonostante le varie modifiche durante gli anni e le dominazioni, la struttura principale di epoca sabauda, era costituita da una grossa pianta pentagonale cinta da un terrapieno denominato "Lunetta", con due baluardi che si distaccavano verso la val Polcevera  e verso Certosa.
Centralmente il forte era dominato da una costruzione trapezoidale (costruita nei primi dell'Ottocento poi inglobata all'interno), a due piani per gli alloggi per 40 soldati (120 "paglia a terra").

## Come arrivare
Da nord seguendo il sentiero che scende dal crinale che parte da forte Sperone, prima si incontra forte Tenaglia poi il forte Crocetta quindi il forte Belvedere quando ormai si è entrati nell'abitato di Sampierdarena.
In auto, da via Cantore, si sale sulla destra lungo corso Martinetti, quindi a sinistra in corso Belvedere, e poi salita Millelire, che conduce davanti al cancello d'ingresso del forte.